# Black to the Blind
Albums de Vader
De Profundis
(1995) Litany
(2000)
Black to the Blind est le troisième album studio du groupe de Death metal polonais Vader. L'album est sorti le 13 octobre 1997 sous le label Pavement.

## Musiciens
- Piotr "Peter" Wiwczarek - chant, guitare
- Mauser - guitare
- Shambo - basse
- Krzysztof "Doc" Raczkowski - batterie

## Liste des morceaux
1. Heading for Internal Darkness - 3:46
2. The Innermost Ambience - 1:33
3. Carnal - 2:09
4. Fractal Light - 2:42
5. True Names - 3:37
6. Beast Raping - 2:42
7. Fœtus God - 2:44
8. The Red Passage - 3:01
9. Distant Dream - 2:26
10. Black to the Blind - 4:07